# 林瑞貴
林 瑞貴（はやし みずき、1990年12月28日 - ）は、日本の元俳優・声優。神奈川県出身。

## 略歴
演劇パフォーマンスユニット「六三四」のメンバーであり、舞台やミュージカル等で活躍するようになる。
当初はアデッソに所属していたが、2019年2月に契約期間が終了したため、フリーとして活動。その後、ステイラック附属声優・俳優養成所のFollow-Upを経て、2020年4月1日よりステイラックに所属し、声優としての活動も開始。2019年の『アルケミアストーリー』のバイン役が声優としての初仕事となった。
2024年3月31日、同日付でステイラックを退所し役者業を廃業することを発表した。

## 人物
趣味・特技として裁縫、読書、バドミントン、殺陣、差し入れ探しをそれぞれ挙げている。

## 出演
太字はメインキャラクター。

### テレビアニメ
2020年
- キングダム
- アルテ

2023年
- 彼女が公爵邸に行った理由（従僕）
- AIの遺電子（刑事B）
- とあるおっさんのVRMMO活動記（ウォードの手下、プレイヤー、運営、モンスター、北の砦の責任者 他）
- ビックリメン（従業員C、不良B、従業員）

2024年
- 最強タンクの迷宮攻略〜体力9999のレアスキル持ちタンク、勇者パーティーを追放される〜（客B、客A）
- 道産子ギャルはなまらめんこい（生徒）
- マッシュル-MASHLE- 神覚者候補選抜試験編（生徒）
- ダンジョン飯（村人5）
- 魔王軍最強の魔術師は人間だった（護衛A）
- この世界は不完全すぎる（従業員）
- パーティーから追放されたその治癒師、実は最強につき（冒険者）

2025年
- ニートくノ一となぜか同棲はじめました（常連客）

### 劇場アニメ
- THE FIRST SLAM DUNK（2022年）[21]
- 機甲英雄 劇場版 我與我等於無限大（2023年、裘林）

### Webアニメ
- 終末のワルキューレ（2021年）

### ゲーム
- アルケミアストーリー（2019年、バイン[5]）
- クッキーラン: キングダム（2021年、ヨーグルトクリーム味クッキー）
- ハリー・ポッター:魔法の覚醒（2023年、龍守仁[22]）

### 吹き替え
- マロナの幻想的な物語り（2020年、通行人1[23]）
- カラミティ（英語版）（2021年、ジョナス[24]）
- ミューン 月の守護者の伝説（英語版）（2022年、ヘビ2）
- 法執行人: バス・リーブス（2024年、ジェイコブス）

### デジタルコミック
- コミュ障リーマンは恋の仕方がわかりません（2022年、新歓コンパ参加者1、子供のパパ、日吉の友人2）[25]
- 無敵のベイビーブルー（2023年、酔っ払い、ドラマーの講師、吉川父、体育館の男子生徒1、バンドメンバー3）[26]
- オメガのおれの嘘つきくすり指（2023年、式場スタッフ2、式場の客3、街頭テレビ2、学生1）[27]
- あおざくら 防衛大学校物語（2023年、坂木龍也[28]）
- その好きほんと。（2024年、井手）[29]
- 失恋オメガは愛されたい（2024年、篤志先輩、一ノ瀬の友人、一ノ瀬の競泳仲間2[30]）

### テレビドラマ
- ヤンキー君とメガネちゃん（2010年、TBS） - 小泉圭太 役
- 声優探偵（2021年3月6日 - 27日、テレビ東京） - 下付（鑑識主任） 役

### 舞台
- レトロゲームシアター「舞台 スペランカー」（2014年2月19日 - 23日、上野ストアハウス） - 幽霊達 他
- Rooter×Assh「雷ヶ丘に雪が降る」（2014年3月12日 - 16日、シアターグリーン / 4月1日 - 6日、大阪市立芸術創造館）[31] - 五十嵐猛 役[32]
- 六三四 第零回公演「〜結び〜」（2014年8月4日、武蔵野芸能劇場）
- 六三四 第零回公演Vol.2「結び〜追想〜」（2015年1月4日、萬劇場）[33]
- 爬虫類企画「究極町内会」（2015年12月25日 - 27日、シアターグリーン BIG TREE THEATER）[34]
- 爬虫類企画「FOREST」（2016年3月17日 - 21日、てあとるらぽう）[35]
- 爆走おとな小学生 第二回課外授業「転校生革命」（2016年7月26日 - 31日、シアターKASSAI）[36]
- 秘密結社クライマックス第2回公演「病院狂騒曲」（2017年11月8日 - 12日、新宿シアター・ミラクル）[37] - 主演
- 劇団虚幻癖第11回本公演「緋ノ廻ル輪」（2019年5月22日 - 26日、シアターKASSAI）[38] - 主演・シオン 役
- 徒桜（2020年8月13日 - 16日、ザ・ポケット）[39]
- 舞台「キノの旅 -the Beautiful World-」（2022年5月18日 - 22日、シアターサンモール） - 相棒 役

### ミュージカル
- 「刀剣乱舞」〜幕末天狼傳〜（2016年9月24日 - 10月10日・2016年11月17日 - 27日、アイア 2.5 シアタートーキョー / 2016年10月15日・16日、キャナルシティ劇場、2016年10月21日 - 30日、サンケイホールブリーゼ /  2017年1月13日 - 15日、上海虹橋芸術中心）[40]
- 「刀剣乱舞」〜真剣乱舞祭 2016〜（2016年12月13日、大阪城ホール / 2016年12月20日・21日、両国国技館）[41]
- 「刀剣乱舞」〜三百年の子守歌〜（2019年1月20日 - 2月3日、天王洲 銀河劇場 / 2019年2月8日 - 11日、サンケイホールブリーゼ / 2019年2月17日 - 3月3日、京都劇場 / 2019年3月15日 - 24日、TOKYO DOME CITY HALL）
- 「監獄学園」PRISON SCHOOL（2018年1月31日 - 2月4日、中野 ザ・ポケット） - シンゴ 役[42]

### 朗読劇
- 豪華版 男おいらん朗読劇（2018年11月20日 - 25日、八幡山 ワーサルシアター）[43] - 飛竜 役[44]
- 朗読劇「名作異聞 ロミオとジュリエット 〜ティボルト その恋の犠牲者〜」（2021年7月31日 - 8月1日、東京芸術劇場 プレイハウス[45] ） - アンサンブル

### CM
- 任天堂「集まればWii〜鍋会編〜」
- マッチングエージェント タップル
- ソニー・コンピュータエンタテインメント ドラゴンズドグマ オンライン

### PV
- Base Ball Bear「17歳」
- The Brow Beat「灯篭流し/火炎」（MV）[46]